# Booster Gold

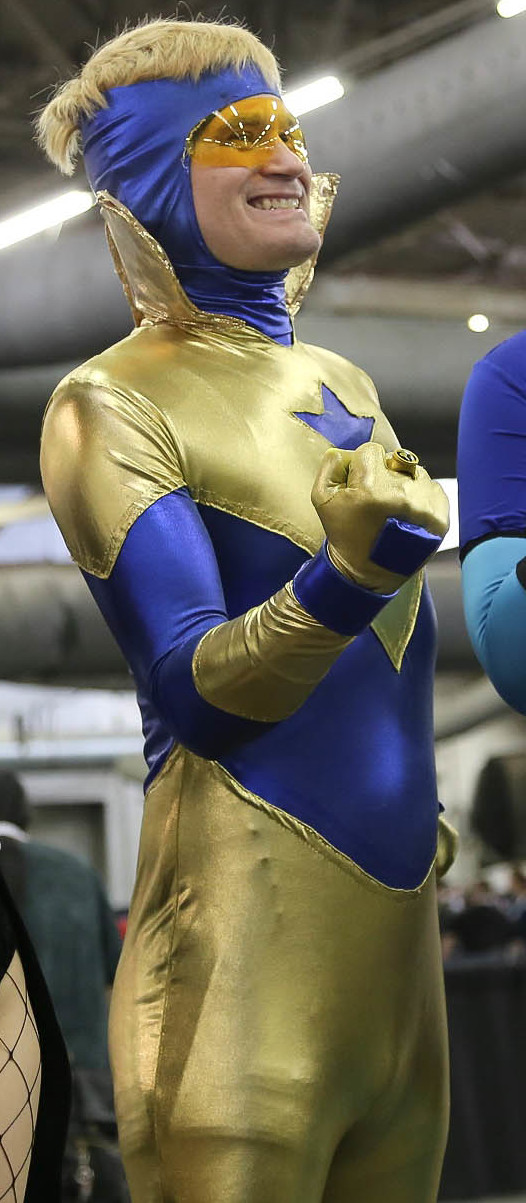
Booster Gold Cosplay

Booster Gold är en tecknad superhjälte skapad av Dan Jurgens. Booster Gold är en före detta medlem av Justice League International (Lagens Väktare). Figuren är även känd under namnet Guldkalven på svenska. Booster Gold hade en egen serietidning i USA med 25 utkomna nummer.
Booster Gold hade ett tag en robotföljeslagare vid namn Skeets, vars kretsar användes av Batman för att bygga spionsatelliten Brother Eye.

## Handling
Booster Gold kommer från framtiden (2400-talet) och heter egentligen Michael Jon Carter. Han var en quarterback i amerikansk fotboll men åkte fast för vadslagning i matcher han själv deltog i (detta för att kunna betala en operation som hans sjuka mor behövde).
Efter att han blivit tvungen att ge upp sin sportkarriär får han till slut jobb som vaktmästare på ett museum där han med hjälp av säkerhetsroboten Skeets stjäl en flygring från Legion of Super-Heroes. Det är en stridsdräkt som kan avfyra energistrålar och ett bälte som kan alstra elektriska fält. Med hjälp av en tidsmaskin reser han till 1900-talet och sätter stopp för ett mordförsök på USA:s president. Booster Gold stannar i vår tid och startar ett eget företag där han skamlöst tjänar pengar på sina tjänster som superhjälte.
Som medlem i Justice League träffade han sin bäste vän, den numera avlidne Blue Beetle (Ted Kord) och de båda var ett komiskt radarpar som tillsammans försökte sig på misslyckade affärsprojekt som till exempel semesteranläggningen Club JLI.

## Handling under 52[förtydliga]
Booster Gold försökte att sko sig på den förlust av Stålpojken som skett under Infinity Crisis, vilket ledde till att han blev mycket omtyckt tills det avslöjades att han bara var ute efter pengarna och arrangerade brott som han kunde stoppa. Han troddes sedan dö i en explosion då han försökte rädda Metropolis undan en kärnexplosion. Detta visade sig dock vara lögn och han hade hoppat tillbaka tre månader i tiden för att skapa en supernova och bekämpa Skeets som av någon anledning blivit ond.
 Artikeln var, i den version den hade den 15 juli 2006, helt eller delvis hämtad från Seriewikin (hos Seriefrämjandet): Booster Gold